# Yaco (Bolivia)
Yaco es una localidad y municipio de Bolivia, ubicado en la provincia de Loayza al sur del departamento de La Paz. El municipio tiene una superficie de 703,75 km² y cuenta con una población de 7.315 habitantes (según el Censo INE 2012). La localidad se encuentra a 186 km de la ciudad de La Paz, sede de gobierno del país. La región de Yaco se caracteriza por su relieve montaño, típico de la cabecera de valle, y es denominada como la "Capital Turística de la provincia Loayza".
Fue creado por Decreto Supremo el 18 de febrero de 1938, durante el gobierno de Germán Busch.

## Geografía
Su topografía está compuesta  por una zona  de llanura, serranía  y valle y comprende tres diferentes pisos ecológicos: altoandino, altiplano o puna, y cabecera de valle.
El principal recurso hídrico con el que cuenta es el río Yaco, y el municipio en sí forma parte de la cuenca menor del Río Luribay que a la vez pertenece a la subcuenca del río Alto Beni.
El municipio se ubica en la parte sur de la provincia de Loayza al sur del departamento de La Paz. Al norte limita con el municipio de Malla, al este con la provincia de Inquisivi, al sur con el departamento de Oruro, al suroeste con la provincia de Aroma y al noroeste con el municipio de Luribay.
Se caracteriza por ser una región de tierras altas con un rango altitudinal de entre 3.200 y 4.500 m s. n. m. El clima de Yaco es templado con una temperatura promedio anual de 14 °C y una precipitación anual promedio de 428,56 mm.

## Demografía
De acuerdo con el censo boliviano de 2024, la población del municipio de Yaco es de 12 303 habitantes.
La población del municipio casi se duplicó entre 1992 y 2024:
| Año  | Habitantes (municipio) | Fuente |
| ---- | ---------------------- | ------ |
| 1992 | 6.420                  | Censo  |
| 2001 | 7.866                  | Censo  |
| 2012 | 7.315                  | Censo  |
| 2024 | 12.303                 | Censo  |

## Economía
Las principales actividades económicas del municipio de Yaco son la agricultura, la ganadería, y la minería. La más importante es la agricultura, con cultivos como la papa, oca, maíz, haba, papaliza, así como la cebada en grano, la cual es comercializada en la feria semanal de Tablachaca. La ganadería es otro rubro al cual se dedica la población, especialmente con la cría de ovinos, camélidos y vacunos criollos, cuya producción es destinada en parte al consumo familiar y los excedentes son comercializado en la feria de Tablachaca.
En el norte del municipio existen minas pequeñas de estaño, antimonio y oro, siendo la organización minera más importante la Cooperativa Nueva Esperanza.
Entre los lugares con potencial turístico de Yaco se encuentran: la iglesia colonial San Juan Bautista de Yaco, la Laguna de Totorkota, los paisajes naturales de la Cordillera de Quimsa Cruz, además del complejo arqueológico de Konchamarka.